# WorldPride
El WorldPride, conocido como Orgullo Mundial, es un evento fundado por Paul Stenson y organizado por la asociación InterPride para promover a escala internacional la normalización de los derechos de las lesbianas, gais, bisexuales y transexuales y transgénero, al igual que personas queer, intersexuales, intergénero y resto de identidades sexuales o de genero que pertenecen al colectivo LGBTIQ+ (orgullo LGBTIQ+) a través de desfiles, festivales y otras actividades culturales. Desde el inicio el WorldPride se hace coincidir con la fiestas anuales LGBTIQ+ de la ciudad anfitriona.

## Historia
Las ciudades anfitrionas son seleccionadas por los coordinadores de InterPride en su reunión general anual. El WorldPride inaugural se celebró en Roma en 2000. El segundo Orgullo Mundial fue otorgado a Jerusalén en 2006. El WorldPride de 2012 se celebró en Londres y coincidió con el 19.º Europride anual. La selección del Orgullo Mundial para 2014 se realizó el 18 de octubre de 2009; los dos candidatos eran Toronto y Estocolmo, con Toronto como vencedor en la segunda ronda de votación.
A partir de 2014 (45.º aniversario de los disturbios de Stonewall), el evento se lleva a cabo en un ciclo de cinco años. Cuando el WorldPride tiene lugar en Europa, se lo hace coincidir con el Europride (desde el inicio el WorldPride se hace coincidir con la fiestas anuales LGTB de la ciudad anfitriona).
A partir de 2017, el evento se lleva a cabo en un ciclo de tres años. Se establece que los WorldPride consecutivos no se pueden realizar en un mismo continente o lazos culturales. Una misma ciudad no puede repetir, pero otra ciudad de un mismo país si transcurrido 30 años de la última vez que lo celebró ese mismo país el WorldPride.
En la conferencia anual de InterPride que tuvo lugar el 7 de octubre de 2012 en Boston (Estados Unidos) y gracias al voto de más de ochenta delegados internacionales, se eligió la ciudad de Madrid como sede para celebrar la quinta edición del Orgullo Mundial de 2017. El Orgullo Mundial 2017 se celebró en junio de 2017 coincidiendo con las celebraciones anuales de Orgullo de Madrid y Europride.

## Ediciones
| Edición | Año  | Lugar              |
| ------- | ---- | ------------------ |
| 1       | 2000 | Roma               |
| 2       | 2006 | Jerusalén          |
| 3       | 2012 | Londres            |
| 4       | 2014 | Toronto            |
| 5       | 2017 | Madrid             |
| 6       | 2019 | Nueva York         |
| 7       | 2021 | Copenhague y Malmö |
| 8       | 2023 | Sídney             |
| 9       | 2025 | Washington D. C.   |
| 10      | 2026 | Ámsterdam          |